# Manuel Armangué
Manuel Armangué Feliu (* 14. Februar 1901 in Barcelona; † 14. August 1985 in Genf, Schweiz) war ein spanischer Wasserballspieler.

## Karriere
Armangué nahm an den Olympischen Spielen 1920 in Antwerpen teil. Hier erreichte er mit der spanischen Nationalmannschaft den achten Rang.